# Репа (приток Согожи)
Репа — река в России, протекает в основном в Ярославской области. Длина реки — 47 км, площадь ещё водосборного бассейна — 423 км².
Исток реки находится в Череповецком районе Вологодской области, восточнее деревни Гурлево, но уже примерно через 2 км она попадает на территорию Пошехонского района Ярославской области. Устье реки находится в 44 км по правому берегу реки Согожа, напротив деревни Телешово.

## Данные водного реестра
По данным государственного водного реестра России относится к Верхневолжскому бассейновому округу, водохозяйственный участок реки — Рыбинское водохранилище до Рыбинского гидроузла и впадающие в него реки, без рек Молога, Суда и Шексна от истока до Шекснинского гидроузла, речной подбассейн реки — Реки бассейна Рыбинского водохранилища. Речной бассейн реки — (Верхняя) Волга до Куйбышевского водохранилища (без бассейна Оки).
Код объекта в государственном водном реестре — 08010200412110000009854.